# Vítor Tormena
Vítor Tormena de Farias, noto semplicemente come Vítor Tormena (Marília, 4 gennaio 1996), è un calciatore brasiliano, difensore del Krasnodar.

## Caratteristiche tecniche
È un difensore centrale.

## Carriera
È cresciuto nel settore giovanile del San Paolo.
Ha esordito fra i professionisti il 30 marzo 2017 disputando con il Grêmio Novorizontino l'incontro del Campionato Paulista perso 3-1 contro il Santos.
Il 19 agosto 2023 viene ceduto a titolo definitivo al Krasnodar.

## Palmarès

### Competizioni nazionali
- Coppa del Portogallo: 1

Braga: 2020-2021
- Coppa di Lega portoghese: 1

Braga: 2019-2020
- Campionato russo: 1

Krasnodar: 2024-2025